# Utnibba
Utnibba är en bergstopp i Antarktis. Den ligger i Östantarktis. Norge gör anspråk på området. Toppen på Utnibba är 1 256 meter över havet, eller 57 meter över den omgivande terrängen. Bredden vid basen är 0,34 km.
Terrängen runt Utnibba är huvudsakligen platt. Trakten är obefolkad. Det finns inga samhällen i närheten.